# 倉田稔
倉田 稔（くらた みのる、1941年（昭和16年） - ）は、日本の経済学者。専門は経済思想史。小樽商科大学名誉教授。元札幌学院大学教授。

## 経歴
出生から修学期
1941年、東京都で生まれた。慶應義塾大学経済学部で学び、卒業。同大学大学院理論経済学専攻に進み、1969年に修了。
経済学研究者として
修了後は、小樽商科大学商学部講師に就いた。1976年、ウィーン大学に留学。帰国後は、日本社会事業大学社会福祉学部の助教授となった。1981年、学位論文『金融資本論の成立』を慶応義塾大学に提出して経済学博士号を取得。その後、小樽商科大学商学部教授。2004年に小樽商科大学を停年退官し、名誉教授となった。同年4月からは札幌学院大学経済学部教授。退任した小樽商科大学でも客員教授として教鞭を執り続けた(2004年～2009年)。2011年に札幌学院大学経済学部の特任教授となり、2012年で札幌学院大学も退職した。

## 受賞・栄典
- 2020年：瑞宝中綬章を受章[2]。

## 主著

### 単著
- 『金融資本論の成立：ヒルファディングと帝国主義論史』青木書店 1975
- 『若きヒルファディング』丘書房 1984
- 『日本人とヨーロッパ人』杉山書店 1986
- 『ベーベルと婦人論』成文社 1989[3]
- 『社会思想史ノート』丘書房 1992[4]
- 『ハプスブルク歴史物語』日本放送出版協会(NHKブックス) 1994[5]
- 『ウィーンの森の物語：中欧の人々と生活』日本放送出版協会(NHKブックス) 1997[6]
- 『大塚金之助論』成文社 1998[7]
- 『グローバル資本主義の物語：その発展と矛盾』日本放送出版協会(NHKブックス) 2000[8]
- 『ハプスブルク・オーストリア・ウィーン』成文社 2001[9]
- 『小林多喜二伝』論創社 2003[10]
- 『石川啄木と小樽』成文社 2005[11]
- 『ハプスブルク文化紀行』日本放送出版協会(NHKブックス) 2006[12]
- 『諸君を紳士として遇す：小樽高等商業学校と渡辺龍聖』小樽商科大学出版会、紀伊國屋書店 2010[13]
- 『ルードルフ・ヒルファディング研究』成文社 2011[14]
- 『ヨーロッパ　社会思想　小樽：私のなかの歴史』成文社 2013[15]
- 『マルクス主義』成文社 2014[16]
- 『日本社会をよくするために』成文社 2018[17]

### 訳書
- 『第一次世界大戦：目で見る戦史』A・J・P・テイラー著、新評論 1980
- 『現代資本主義論』R. ヒルファディング著、上条勇と編訳、新評論 1983
- 『ハプスブルク帝国 1809-1918：オーストリア帝国とオーストリア=ハンガリーの歴史』A・J・P・テイラー著、筑摩書房 1987
  - 文庫化 ちくま学芸文庫 2021[18]
- 『ヒルファディング伝：ナチズムとボルシェヴィズムに抗して』アレクサンダー・シュタイン（英語版）著、成文社 1988
- 『ナチス経済の構造分析』R. ヒルファディング著、新評論 1992[19]
- 『帝国主義と多民族問題』オットー・バウアー著、成文社 1993[20]
- 『革命家皇帝ヨーゼフ二世：ハプスブルク帝国の啓蒙君主 1741-1790』エクハルト・マホフスキー著、藤原書店 2011